# Heterodera
Heterodera és un gènere de nematodes pàràsits de les plantes. Com a paràsit de la soia es va detectar al Japó el 1916 i sembla que ja era present des de 1881. Als Estats Units va aparèixer el 1954 i al Canadà el 1987.

## Localitzacions
- Àfrica: Egipte
- Àsia: Xina, Indonèsia (Java), Corea, Japó, Taiwan, Rússia (Amur).
- Amèrica del Nord: Canadà (Ontario & Québec, USA (Alabama, Arkansas, Delaware, Florida, Georgia, Illinois, Indiana, Iowa, Kansas, Kentucky, Louisiana, Maryland, Minnesota, Michigan, Mississipi, Missouri, Nebraska, New Jersey, North Carolina, North Dakota, Ohio, Oklahoma, Pennsylvania, South Carolina, South Dakota, Tennessee, Texas, Virginia i Wisconsin).
- Amèrica del Sud: Argentina, Brasil, Xile, Colòmbia, Equador.

## Taxonomia
- Heterodera amygdali
- Heterodera arenaria
- Heterodera aucklandica
- Heterodera avenae
- Heterodera bergeniae
- Heterodera bifenestra
- Heterodera cacti
- Heterodera cajani
- Heterodera canadensis
- Heterodera cardiolata
- Heterodera carotae
- Heterodera ciceri
- Heterodera cruciferae
- Heterodera delvii
- Heterodera elachista
- Heterodera filipjevi
- Heterodera gambiensis
- Heterodera glycines, Nematode de la soia
- Heterodera goettingiana
- Heterodera hordecalis
- Heterodera humuli
- Heterodera latipons
- Heterodera longicaudata
- Heterodera medicaginis, Nematode de l'alfals
- Heterodera oryzae
- Heterodera oryzicola
- Heterodera rosii
- Heterodera sacchari
- Heterodera schachtii
- Heterodera tabacum
- Heterodera trifolii
- Heterodera ustinovi